# تاريخ العلاج الإشعاعي
يعود تاريخ العلاج الإشعاعي إلى التجارب التي أُجريت بعد وقت قصير من اكتشاف الأشعة السينية عام 1895، عندما تبين أن التعرض للإشعاع ينتج حروقاً جلدية.
ومثل استخدام العلاج بالكهرباء والاستخدام الطبي للمواد الكاوية؛ بدأ الأطباء في استخدام الإشعاع لإيقاف وعلاج الاصابات الناجمة عن أمراض مثل الذئبة، وسرطان الخلايا القاعدية. كان يعتقد عموما أن الإشعاع له خصائص مبيدة للجراثيم، لذلك عندما تم اكتشاف الراديوم، بالإضافة إلى استخدامه في علاج الأمراض التي تحتاج إلي الأشعة السينية، كان يستخدم أيضا كإضافة إلى العلاجات الطبية لأمراض مثل السل حيث توجد عصيات مقاومة للعلاج.
بالإضافة إلى ذلك، ولأن الإشعاع وجد في مياه الينابيع الحارة التي اشتهرت بقدراتها العلاجية، فقد تم تسويقه كعلاج رائع لجميع أنواع الأمراض في الطب وعلاجات الدجالين. كان هناك اعتقاد بأن جرعات صغيرة من الإشعاع لا تسبب أي ضرر والآثار الضارة للجرعات الكبيرة مؤقتة.
انتهى الاستخدام واسع النطاق للراديوم في الطب عندما اكتُشف أن التحمل البدني كان أقل مما من المتوقع وتسبب التعرض للخلايا على المدى الطويل إلى تلفها والذي قد يؤدي إلي ظهور السرطانات لمدة تصل إلى 40 عامًا حتي بعد انتهاء العلاج. يستمر استخدام الإشعاع اليوم كعلاج للسرطان فيما يعرف بالعلاج الإشعاعي.

## التطور المبكر للعلاج الإشعاعي (1895-1905)
عندما تم اكتشاف خصائص التصوير بالأشعة السينية، ظهرت على الفور الاستخدامات العملية لها في الأبحاث والتشخيص، وسرعان ما انتشر استخدامها في المجال الطبي حيث تم استخدام الأشعة السينية لتشخيص كسور العظام، وأمراض القلب، والتهاب المفاصل. تم إنشاء إجراءات مبتكرة لأغراض تشخيصية مختلفة، مثل ملء التجاويف الهضمية بالبزموت، مما سمح لهم بمشاهدتها رغم وجود الأنسجة والعظام.

## اكتشاف الإمكانات العلاجية للإشعاع
أثناء الممارسة العملية والبحث العلمي، لاحظ الباحثون أن التعرض الطويل للأشعة السينية يسبب التهابًا في الجلد، وبنسبة أقل تلف أنسجة الجلد. جذبت التأثيرات البيولوجية اهتمام ليوبولد فرويند وإدوارد شيف، اللذان اقترحا بعد شهر أو شهرين فقط من إعلان رونتجن أن يتم استخدام الأشعة في علاج الأمراض. في نفس الوقت تقريباً كان إميل غروب وهو من شيكاغو، أول طبيب أمريكي يستخدم الأشعة السينية لعلاج السرطان ابتداءً من عام 1896، وبدأ في إجراء التجارب في شيكاغو من أجل الاستخدام الطبي للأشعة السينية. وقد تم بالفعل استخدام مواد كاوية في هذا الوقت لعلاج الأورام الخبيثة التي تصيب خلايا الجلد من خلال الحروق الكاوية، كما تم اختبار العلاج الكهربائي وذلك بهدف تحفيز أنسجة الجلد.
كانت أول محاولة للعلاج باستخدام الأشعة السينية من قبل فيكتور ديسبيجنز، وهو طبيب فرنسي استخدمها على مريض يعاني من سرطان المعدة. في عام 1896، نشر ورقة بحثية مع النتائج: العلاج لمدة أسبوع تبعه انخفاض الألم وتراجع في حجم الورم، على الرغم من أن وصول الحالة لمرحلة خطيرة جدا فكانت النتائج غير حاسمة، لأن المريض كان يخضع في نفس الوقت لعلاجات أخرى. كانت تجربة فرويد الأولى بمثابة فشل مأساوي حيث قام بتطبيق أشعة سينية على وحمة من أجل إزالة الشعر لكنها تسببت في حدوث قرحة عميقة، والتي قاومت المزيد من العلاج بالإشعاع. كان أول علاج ناجح من قبل شيف بالتعاون مع فرويد، في حالة تعاني من مرض الذئبة الحمامية. وبعد عام في 1897، نشر الاثنان تقريرا عن نجاحهما وأثار هذا المزيد من التجارب من أجل استخدام الأشعة السينية في العلاج. بعد ذلك قاموا بعلاج ناجح لمرض الذئبة الحمامية عام 1898. أخذت الإصابة عادة شكلًا شائعًا وهو «رقعة الفراشة» التي ظهرت على جانبي الوجه، ولكن شيف طبق الإشعاع.على جانب واحد فقط من أجل المقارنة بين التأثيرات. في غضون بضعة أشهر، غمرت المجلات العلمية بنتائج المعالجة الناجحة للأنواع المختلفة من الأورام الخبيثة في أنسجة الجلد باستخدام الأشعة السينية. في السويد، نشر ثور ستنبك نتائج أول علاج ناجح لقرحة القوارض والورم الظهاري في عام 1899، في وقت لاحق من ذلك العام تم تأكيد النتائج من قبل تاجي جوجرن. وبعد فترة وجيزة، تأكدت نتائجهم من قبل عدد من الأطباء الآخرين.
لا تزال طبيعة العامل الفعال في الاستخدام العلاجي غير معروفة، وتخضع لجدل واسع. يعتقد فرويد وشيف أنه بسبب التفريغ الكهربائي، بينما زعم نيكولا تسلا أنها كانت بسبب الأوزون المولد من الأشعة السينية، في حين جادل آخرون بأنها كانت الأشعة السينية نفسها. سرعان ما ضعف موقف تسلا، وظلت النظريتان الأخرتان فقط. في عام 1900، أنتج روبرت كين بوك دراسة تستند إلى سلسلة من التجارب التي أثبتت أنها كانت الأشعة السينية نفسها. تشير الدراسات التي نشرت في عامي 1899 و1900 إلى أن الأشعة تختلف في قدراتها على الاختراق وفقًا لدرجة الفراغ في الأنبوب.
كان نيل فينسين طبيب فاروي-دنماركي، في ذلك الوقت يتابع الاهتمام بالآثار البيولوجية للضوء. قام بنشر ورقة مستوحاة من اكتشاف أن الأشعة السينية يمكن أن يكون لها تأثيرات علاجية، وقام بمد بحثه ليشمل فحص الأشعة الضوئية الموجهة. في عام 1896، نشر ورقة عن النتائج التي توصل إليه في استخدام أشعة الضوء الكيميائي المركزة في الطب.
اكتشفت فينسين أن الذئبة كانت قابلة للعلاج بواسطة الأشعة فوق البنفسجية عند فصلها عن طريق نظام بلورات الكوارتز، وبعد ذلك صمم مصباحًا لتصفية الأشعة. أصبح ما يسمى مصباح فينسين يستخدم على نطاق واسع في العلاج بالضوء، وأصبحت مشتقاته تستخدم عند تجربة أنواع أخرى من العلاج الإشعاعي. تم إجراء تعديلات على التصميم الأصلي ووجدت أشكال أكثر شيوعًا مثل مصباح فينسين راين.
بحلول عام 1905، قُدِّر أن 50٪ من حالات الذئبة تم شفاؤها بنجاح من خلال وسائل فينسين. سرعان ما مُنِح فينسين جائزة نوبل على بحثه.
من التجارب العلاجية الأولية، نشأ مجال جديد من العلاج بالأشعة السينية يسمى العلاج بأشعة رونتجن. يُعد ويلهلم رونتغن، مكتشف الأشعة السينية.
ولم يتضح بعد كيف كان تأثير الأشعة السينية على الجلد. ومع ذلك تم الاتفاق بشكل عام على أن الخلايا المصابة قد ماتت سواء تم طردها أو امتصاصها.
بحلول عام 1900، كانت هناك أربع فئات راسخة من المشاكل التي عولجت بالأشعة السينية، استنادًا إلى مجموعة من خمس فئات حددها في البداية فرويد: وهي 1. في حالات فرط الشعر، لإزالة الشعر غير المرغوب فيه؛ 2. في علاج أمراض الشعر وبصيلات الشعر التي تحتاج إلي إزالة الشعر. 3. في علاج الالتهابات التي تصيب الجلد مثل الإكزيما وحب الشباب. 4. وفي علاج التأثيرات الخبيثة على الجلد في حالات مثل الذئبة والظهارة.
بالإضافة إلى ذلك، تم تطبيق الأشعة السينية بنجاح على أنواع أخرى للسرطان حيث أجريت تجارب في علاج سرطان الدم، وبسبب افتراض وجود خصائص قتل البكتيريا في الأشعة السينية كانت هناك اقتراحات بإمكانية استخدامها في أمراض مثل السل. كما أجريت التجارب باستخدام الأشعة السينية لعلاج الصرع، والتي سبق علاجها تجريبياً بتيارات كهربائية.
بسبب الضجة المثارة حول العلاج الجديد، غالبًا ما بالغت الصحافة حول التأثيرات العلاجية للأشعة السينية وقدرتها على علاج الأمراض المختلفة. كانت هناك تقارير تفيد بتدهور بعض الحالات بعد العلاج ولكن تم تجاهلها بدعوى نشر التفاؤل.
وجد أن الأشعة السينية كانت قادرة فقط على تحقيق شفاء في حالات معينة بأحد أنواع الورم الظهاري للخلايا القاعدية وأنه لا يمكن الاعتماد عليها بشكل كبير في علاج السرطان الخبيث، ولا يمكن أن تكون بديلاً مناسبًا للجراحة. في العديد من حالات العلاج، عاد السرطان في الظهور مرة أخرى بعد فترة من الزمن. أثبتت محاولات العلاج بالأشعة السينية في مرض السل الرئوي بأنها عديمة الفائدة. نتيجة فقدان المهنة الطبية الإيمان بقدرة العلاج بالأشعة السينية، بدأ الجمهور ينظر إليها بشكل متزايد على أنها نوع من العلاج ذو مخاطر عالية وأدى ذلك إلى فترة من التشاؤم حول استخدام الأشعة السينية، والتي استمرت من حوالي عام 1905 إلى عام 1910 أو 1912.
في عام 1903، كتب مكتشف الإلكترون رسالة إلى مجلة الطبيعة التي شرح فيها بالتفصيل اكتشاف النشاط الإشعاعي في مياه الآبار. بعد فترة وجيزة، وجد آخرون أن المياه في العديد من أشهر الينابيع الصحية في العالم كانت مشعة أيضًا. ويرجع هذا النشاط الإشعاعي إلى انبعاثات الراديوم الذي ينتجه الراديوم الموجود في الأرض التي تتدفق المياه منها. في عام 1904، نشرت المجلة دراسة حول النشاط الإشعاعي الطبيعي للمياه المعدنية المختلفة.
بناء علي ذلك، تم اقتراح استخدام مستحضرات ملح الراديوم في مياه الاستحمام كطريقة لعلاج المرضى في المنزل، لأن نضاط الراديوم في مياه الاستحمام كان مستمر بشكل دائمً. أصبحت حمامات الراديوم تستخدم تجريبًا لعلاج التهاب المفاصل والنقرس والألم العصبي.
وقد لاحظ الأطباء أن الأشعة السينية والراديوم لها مزايا مختلفة في حالات مختلفة. كانت التأثيرات الأكثر وضوحًا الناتجة عن العلاج بالراديوم مع الذئبة والجُدرة، خاصةً أنه يمكن تطبيقها بشكل أكثر تحديدًا على الأنسجة مقارنة بالأشعة السينية. كان يفضل الراديوم بشكل عام عندما يكون المستهدف هو رد فعل موضعي، بينما بالنسبة للأشعة السينية عندما تكون هناك حاجة لتغطية مساحة كبيرة للعلاج. ويعتقد أيضا أن الراديوم مضاد للجراثيم، في حين أن الأشعة ليست كذلك. ولأنه لم يكن بالإمكان تطبيقها موضعيًا. فقد وجد أن الأشعة السينية لها تأثيرات تجميلية أسوأ من الراديوم عند معالجة الأورام الخبيثة. في بعض الحالات، تم اقتراح دمج كلا من الأشعة السينية والراديوم في العلاج. في العديد من الأمراض الجلدية، يتم علاج التقرحات بالراديوم والمناطق المحيطة بها بالأشعة السينية، حيث يؤثر ذلك إيجابًا على الأنظمة الليمفاوية.
بعد استخدام الراديوم في العلاج الجراحي لمرض السل، سرعان ما طور الباحثون علاجًا باستخدام اليود المستخرج من اليورانيوم المشع، والذي تم تسجيله كبراءة اختراع تحت اسم ديورادين (مكون من «اليود والراديوم») وذلك في عام 1911. استخدام هذا العلاج كان تحت مسمي iodo-radium، ويشمل حقن مادة ديورادين في العضل. بدا الأمر واعدًا للباحثين، لأنه في العديد من الحالات، اختفت الحمى وبصق الدم. كان استنشاق اليود وحده علاجًا تجريبيًا لمرض السل في فرنسا بين عامي 1830 و1870.
بدأ الاستغلال التجاري واسع الانتشار للراديوم فقط في عام 1913، وفي ذلك الوقت تم اكتشاف طرق أكثر كفاءة لاستخراج الراديوم من بيتتشبلند.
كان الراديوم المستخدم بشكل شائع في أملاح الاستحمام والمياه والأوحال من النوع منخفض الدرجة وذلك بسبب التكلفة، وقد تم التشكيك في مدى أهميته في المحاليل العلاجية، حيث تم الاتفاق بين الأطباء على أنه يمكن استخدام الراديوم بنجاح فقط مع الجرعات العالية. كان يعتقد أنه حتى انبعاث الإشعاعات عند الجرعات العالية التي كانت مفيدة لن تسبب أي ضرر، لأنه تم اكتشاف أن الرواسب المشعة قد تم امتصاصها وإخراجها في البول والنفايات في غضون ثلاث ساعات.
بدأت المنشطات لانبعاثات الراديوم والأجهزة التي ستطبق انبعاث الراديوم من الماء في الإنتاج والتسويق. تم بيع أجهزة انبعاثات مصممة علميا إلى المستشفيات والجامعات والباحثين المستقلين. أعلنت بعض الشركات أنها لن تعطيها إلا لمن لديه وصفة طبية وستضمن قوة الراديوم في كل جرعة.
تم تسويق العديد من المنتجات التي تقلد منشطات الانبعاثات على نطاق أوسع للجمهور. وهناك جرة صرف مصنوعة من خام يحتوي على الراديوم، وكانت الفكرة أن الرادون الذي ينتجه الخام سوف يذوب في الماء خلال الليل. كانت الجمعية الطبية الأمريكية (AMA) قلقة من أن الجمهور كان مشدودًا ناحية المشعوذين. وردًا على ذلك وضعت المعايير التوجيهية (في الفترة من 1916 إلى 1929) أن الأجهزة التي تسعى للحصول على موافقتها يجب أن تولد أكثر من 2 μCi (74 kBq) من غاز الرادون لكل لتر من الماء في فترة 24 ساعة. وكانت معظم الأجهزة في السوق لم تستوف ذلك المعيار.
تم طرح مخاوف حول استخدام الراديوم أمام مجلس الشيوخ الأمريكي من قبل عضو مجلس الشيوخ عن ولاية كاليفورنيا جون دي ووركس في عام 1915. وفي الكلمة التي ألقاها تحدث عن رسائل من الأطباء يسألون عن فعالية المنتجات التي تم تسويقها. وشدد على أن الإشعاع كان له تأثير في جعل العديد من السرطانات أسوأ، واعتقد العديد من الأطباء أن المفهوم السائد بإمكانية استخدام الراديوم لعلاج السرطان في تلك المرحلة من تطور العلاج هو «الوهم» بعينه.
في بداية العشرينيات من القرن العشرين، انطلقت مخاوف جديدة بشأن الصحة العامة بسبب وفاة عمال المصانع في مصنع مراقبة الإشعاع. في عام 1932، توفي أحد رجال الصناعة المعروفين، وهو ماء الراديوم الذي تضمنه الشركة المصنعة لاحتوائه علي 2 μCi من الراديوم. ظهرت حالات من السرطان في المرضى الذين استخدموا العلاج التقليدي بالراديوم بعد مدة قد تصل إلى 40 سنة بعد انتهاء العلاج الأصلي.
في المؤتمر الدولي للأورام في باريس عام 1922، قدم هنري كوتارد، وهو أخصائي أشعة فرنسي يعمل مع معهد كوري، دليلاً على أن سرطان الحنجرة يمكن علاجه دون آثار جانبية كارثية. كان كوتارد متأثرا بملاحظات كلوديوس رجود، الذي وجد أن جرعة واحدة من الأشعة السينية كافية لإنتاج ضرر شديد بالبشرة وتدمير الأنسجة في الأرانب، وإذا تم إعطاؤها بشكل مجزء على مدار أيام سوف تصيب الأرانب ولكن ليس لها أي تأثير على الأنسجة تحت الجلدية.
بحلول عام 1934، طور كوتارد عملية ممتدة ومجزأة تظل الأساس للعلاج الإشعاعي الحالي. صممت جرعة كوتارد لخلق رد فعل مخاطي حاد ويمكنه تحقيق الشفاء. خلافًا للأطباء السابقين الذين يعتقدون أن الخلايا السرطانية كانت أكثر تأثرًا بالإشعاع، افترض أن محتويات الخلايا السرطانية لديها نفس الحساسية للتجديد مثل الخلايا الطبيعية. سجل كوتارد نسبة شفاء تصل حوالي 23٪ في علاج سرطانات الرأس والرقبة. في عام 1935، بدأت المستشفيات في كل مكان باتباع خطته العلاجية.
إن علاج السرطان بالأشعة السينية اليوم يتبع عادة عملية كوتارد المجزأة، حيث تستخدم قضبان الإشعاع في المعالجة الإشعاعية الداخلية.
الأنواع الثلاثة الرئيسية للعلاج الإشعاعي هي العلاج الإشعاعي الخارجي أو العلاج عن بعد والعلاج الإشعاعي الموضعي أو المعالجة الإشعاعية بالمصدر المختوم والعلاج بالنظائر المشعة النظامية أو العلاج الإشعاعي غير المشفر. تتعلق الاختلافات بموضع مصدر الإشعاع؛ يكون الخارجي من خارج الجسم ويستخدم العلاج الإشعاعي الموضعي الإشعاعات المختومة الموضوعة بدقة في المنطقة المراد علاجها، ويتم إعطاء النظائر المشعة النظامية عن طريق الحقن الوريدي أو الابتلاع عن طريق الفم.
العلاج الجسيمي هو حالة خاصة من العلاج الإشعاعي الخارجي حيث تكون الجزيئات عبارة عن بروتونات أو أيونات أثقل.
العلاج الإشعاعي أثناء الجراحة هو نوع خاص من العلاج الإشعاعي يتم استعماله مباشرة بعد الاستئصال الجراحي للسرطان. وقد استخدمت هذه الطريقة في سرطان الثدي وأورام المخ والمستقيم.
يظل اليود المشع كما تطور في عام 1911، في المقام الأول اليوم في علاج التسمم الدرقي (فرط نشاط الغدة الدرقية) وبعض أنواع سرطان الغدة الدرقية التي تمتص اليود. يشمل العلاج أيضًا نظير اليود الهام 131 (131I)، وغالبا ما يطلق عليه ببساطة «اليود المشع» (على الرغم من أن جميع نظائر اليود المشعة من الناحية التقنية هي عبارة عن يود مشع.